# Jonathan Edwards (atlet)
Jonathan David Edwards (* 10. května 1966, Londýn) je bývalý britský atlet, olympijský vítěz, dvojnásobný mistr světa, mistr Evropy, halový mistr Evropy a výkonem 18,29 metru držitel světového rekordu v trojskoku.
V roce 1995 se stal prvním a dosud jediným člověkem v historii, který překonal vzdálenost 60 anglosaských stop (18,288 m) rekordním výkonem 18,29 m. V jiném závodě ve stejném roce skočil dokonce 18,43 m, tento výkon byl však znehodnocen příliš výraznou podporou větru.
Závodní kariéru ukončil v roce 2003, tehdy jako medailově nejúspěšnější atlet Velké Británie. Nyní působí jako televizní reportér a komentátor (především pro BBC), mluvčí sportovců pro budoucí OH v Londýně a účastní se také charitativních akcí. To odpovídá jeho přesvědčení - Edwards byl důsledným křesťanem, avšak po skončení své kariéry se vzdal i své víry. V posledních letech byl také za svůj celoživotní přínos sportu i kultuře oceněn několika britskými univerzitami. V roce 1995 se stal vítězem ankety Atlet světa. V roce 1995 a 1998 byl zvolen také nejlepším atletem Evropy.

## Osobní rekordy
Dráha
- Běh na 100 metrů - 10,48 s.
- Skok daleký - 741 cm
- Trojskok - 18,29 m (s větrem 18,43 m)  (Současný světový rekord)